# Gmina Ręczno
Die Gmina Ręczno ist eine Gemeinde mit Verwaltungssitz im gleichnamigen Ort im Powiat Piotrkowski der Woiwodschaft Łódź, Polen.

## Ortsteile
Zur Landgemeinde Ręczno gehören 14 Ortsteile mit einem Schulzenamt:
Bąkowa Góra
Będzyn
Dęba
Kolonia Ręczno
Łęg Ręczyński
Łęki Królewskie
Majkowice
Nowinki
Paskrzyn
Ręczno
Stobnica
Stobnica-Piła
Wielkopole
Zbyłowice
Weitere Ortschaften der Gemeinde sind Dęba-Majstry, Młynek Poduchowny, Paskrzyn (kolonia), Placówka, Przewóz, Ręczno (gajówka) und Wyrębel.